# Cudalbi, Galați
Cudalbi este o comună în județul Galați, Moldova, România, formată numai din satul de reședință cu același nume. Se află în Câmpia Covurlui; lângă Gerului; și la o altitudine de 70 m deasupra nivelului mării. Are o suprafață de 138,19 km². Populația este de 6.614 locuitori, determinată în 1 decembrie 2021, prin recensământ, chestionar.

## Așezare
Comuna se află în centrul județului, în Câmpia Covurlui, pe malurile râului Gerulúi, la 55 km nord de reședința de județ. Este străbătută de șoseaua județeană DJ251, care o leagă spre sud de Costache Negri, Pechea, Cuza Vodă, Slobozia Conachi, Schela, Smârdan și Galați (unde se termină în DN26); și spre nord de Valea Mărului, Matca și Tecuci (unde se termină în DN25). La Cudalbi, din acest drum se ramifică șoseaua județeană DJ253, care duce spre est la Băleni (unde se intersectează cu DN24D) și Fârțănești.

## Istorie
O legendă locală afirmă că satul ar fi fost înființat de trei ostași ai lui Ștefan cel Mare, dintre care unul purta numele de Manolache Cudalb, de unde și numele satului. În realitate, doar doi au fost cei care au primit pământ pe malurile râului Gerului și au fondat satul la 1472: vornicul Ștefan Cudalb și Izbașa Ioan Vrabie. La sfârșitul secolului al XIX-lea, comuna făcea parte din plasa Zimbrul a județului Covurlui și era formată, ca și acum, doar din satul de reședință, cu 3970 de locuitori. În comună funcționau trei școli: două de băieți (cu 125, respectiv 126 de elevi) și una de fete, cu 38 de eleve; precum și patru biserici. Anuarul Socec din 1925 consemnează comuna în plasa Pechea a aceluiași județ, având în unicul sat 5642 de locuitori. . Cudalbi nu apare pe harti decât prin anii 1850, sub denumirea de Kodalgi la 4 km in aval de Putzeni, respectiv la 2 km in aval de locul unde se varsă Părăului V Mărului în Gerului,  înainte de 1850 in zona regăsim consemnat Puțeni ,  Korod,  Peka,  Șerbănesti, Blajari, Piscu ... , localitatea Cudalbi e contemporana, situl arheologic "huietoarea' poate fi  un val a lui Traian.. sau un troian..  și nu lucrare a lui Cudalb.  
În 1950, comuna a fost transferată raionului Bujor și apoi (după 1956) raionului Tecuci din regiunea Galați. În 1968 a trecut la județul Galați.

## Monumente istorice
Singurul obiectiv din comuna Cudalbi inclus în lista monumentelor istorice din județul Galați este o parte din Valul lui Athanaric (secolele al II-lea–al IV-lea e.n.), sit arheologic de interes național aflat în mai multe comune.

## Demografie
Componența etnică a comunei Cudalbi
     Români (93,05%)
     Alte etnii (6,95%)
Componența confesională a comunei Cudalbi
     Ortodocși (92,08%)
     Alte religii (0,64%)
     Necunoscută (7,29%)
Conform recensământului efectuat în 2021, populația comunei Cudalbi se ridică la 6.614 locuitori, în creștere față de recensământul anterior din 2011, când fuseseră înregistrați 6.319 locuitori. Majoritatea locuitorilor sunt români (93,05%). Din punct de vedere confesional, majoritatea locuitorilor sunt ortodocși (92,08%), iar pentru 7,29% nu se cunoaște apartenența confesională.
Comuna are patru biserici, o mănăstire - Nașterea Maicii Domnului (Gologanu), o bibliotecă precum și un cămin cultural pentru festivități ocazionale. Comuna Cudalbi are 3 școli primare, două gimnaziale și un liceu tehnologic.

## Politică și administrație
Comuna Cudalbi este administrată de un primar și un consiliu local compus din 15 consilieri. Primarul, Petrică-Marian Gheonea[*], de la Partidul Social Democrat, este în funcție din 1 noiembrie 2024. Începând cu alegerile locale din 2024, consiliul local are următoarea componență pe partide politice:
|  | Partid                          | Consilieri | Componența Consiliului | Componența Consiliului | Componența Consiliului | Componența Consiliului | Componența Consiliului | Componența Consiliului | Componența Consiliului | Componența Consiliului |
|  | ------------------------------- | ---------- | ---------------------- | ---------------------- | ---------------------- | ---------------------- | ---------------------- | ---------------------- | ---------------------- | ---------------------- |
|  | Partidul Social Democrat        | 8          |                        |                        |                        |                        |                        |                        |                        |                        |
|  | Partidul Național Liberal       | 6          |                        |                        |                        |                        |                        |                        |                        |                        |
|  | Alianța pentru Unirea Românilor | 1          |                        |                        |                        |                        |                        |                        |                        |                        |

## Economie
Principala ocupație a locuitorilor este agricultura și creșterea animalelor. Sunt cultivate peste 10.000 de hectare de cerale precum și aproximativ 5.000 de hectare de pomi fructiferi și viță de vie. Aici se găsesc peste 2.000 de hectare de pășuni și 1.000 de hectare de păduri.